# Dryopteris namegatae
Dryopteris namegatae är en träjonväxtart som först beskrevs av Kurata, och fick sitt nu gällande namn av Kurata. Dryopteris namegatae ingår i släktet Dryopteris och familjen Dryopteridaceae. Inga underarter finns listade.